# 卜谷香
卜谷香（1936年8月—），湖南益阳人，中华人民共和国政治人物。

## 生平
1956年1月，加入中国新民主主义青年团。1956年3月至7月为湖南湘潭江南机器厂四车间工人。1956年7月至1957年12月，为二二八技校学员。1957年12月至1970年1月，为湘潭江南机器厂车间工人，1959年6月，加入中国共产党。1970年1月至1975年2月，任湘潭江南机器厂革委会副主任。1970年2月至1985年6月，任湖南省革委会常委，中共湖南省委委员。1975年2月至1984年9月，任湘潭江南机器厂党委副书记。1984年9月至1993年2月，任湘潭江南机器厂纪委书记。1993年2月至1997年10月，退居二线。此外担任中共第十届、十一届中央候补委员。